# Isabela, contesă de Paris
Prințesa Isabela de Orléans-Bragança (13 august 1911 – 5 iulie 2003), a fost, prin căsătorie, ducesă de Orléans, de Valois, de Chartres, de Guise, de Enghien, de Vendôme, de Penthièvre, de Aumale, de Nemours și de Montpensier, prințesă de Joinville, prințesă Condé etc și contesă de Paris.

## Biografie
Fiica cea mare a lui Pedro de Alcântara, Prinț de Grão Para, moștenitor al defunctului împărat al Braziliei (1875–1940), și a soției acestuia, Contesa Elisabeta Dobržensky de Dobrženicz (1875–1951), Isabelle s-a născut la castelul d'Eu în Normandia. A fost botezată după bunica paternă, Isabel de Bragança, fiica cea mare și moștenitoarea împăratului detronat, Pedro al II-lea al Braziliei. Pe linie paternă a fost stră-strănepoata regelui Ludovic Filip al Franței.